# Spegazziniophytum patagonicum
Spegazziniophytum patagonicum là một loài thực vật có hoa trong họ Đại kích. Loài này được (Speg.) Esser mô tả khoa học đầu tiên năm 2001.